# Ricerca di mercato
La ricerca di mercato è la sistematica raccolta, conservazione ed analisi dei dati o informazioni relativi a problemi connessi al marketing di beni e/o servizi.
Si occupa principalmente dello studio e dell'analisi dei comportamenti espressi e dei processi decisionali (motivazioni) dei consumatori in un'economia di mercato, o della definizione della struttura di un mercato, risultando una fonte di informazione per chi, all'interno di un'azienda che produce beni o servizi, deve prendere decisioni di marketing.
Le ricerche di marketing possono dunque essere definite come gli studi volti a selezionare tutti gli elementi rilevanti di informazione utilizzabili per le decisioni in tema i prodotti, distribuzione, efficacia della pubblicità e tecniche promozionali, nonché della valutazione della posizione complessiva dell'impresa. Spesso si rivolgono ad un ambito di analisi più ristretto, essendo rigidamente connesse all'individuazione di informazioni relative al mercato di un particolare bene, hanno carattere esplorativo, venendo usate quindi per accertare specifici aspetti del mercato.
Secondo Kotler, i professionisti del marketing devono avere una conoscenza approfondita di come i consumatori pensano, sentono e agiscono e offrire un valore chiaro a ciascun consumatore target.

## Categorizzazioni delle ricerche

### Categorizzazione Comune
Comunemente, una ricerca di mercato è definita di tipo quantitativo o qualitativo.

#### Quantitativa
È definita quantitativa nel caso in cui sia costruita in modo tale da dare rappresentatività statistica di un'intera popolazione (mercato o segmento), sulla base di un campione.

#### Qualitativa
È di tipo qualitativo quando l'analisi è effettuata in modo destrutturato, in genere attraverso una discussione libera (che attraversa una traccia di discussione) o con una serie di domande aperte, con un'ampia facoltà lasciata all'intervistatore di approfondire le risposte date.
Attraverso le ricerche qualitative, il ricercatore formula ipotesi e congetture, può individuare connessioni di pensiero, ma non ottiene alcuna rappresentatività statistica.
Si analizzano le componenti emotivo-simboliche dei consumatori che soggiacciono ai loro processi di scelta mediante tecniche di tipo cognitivo, proiettivo e creativo, accompagnate da una molteplicità di strumenti (gruppi di discussione, osservazioni, colloqui individuali, desk research).
Le funzioni che essa assolve sono di tipo:
- propedeutico alla ricerca quantitativa, per focalizzare tematiche da inserire nella fase estensiva del questionario
- esplorativo per ottenere informazioni di carattere emotivo/affettivo nei confronti di prodotti/marche
- creativo per coadiuvare le imprese nella scelta dei nomi di marche o prodotti
- diagnostiche se destinate ad approfondire particolari tematiche di mercato

### Categorizzazione Scientifica
In ambito scientifico, la distinzione è invece più sottile; si vanno perciò a definire ricerche di tipo esplorativo, descrittivo o causale.

#### Esplorativa
La ricerca esplorativa è volta a chiarire la natura di un problema, ad acquisire maggiore comprensione di una situazione, a fornire indicazioni per indagini future.
Grazie alla ricerca esplorativa, il ricercatore accresce la propria familiarità con il problema e con il mercato ed è generalmente in grado di formulare ipotesi e congetture in merito a questo.
Il dato di ricerca è trattato in modo qualitativo: i risultati di tale ricerca sono perciò privi della capacità di rappresentare un fenomeno generale. Comunemente si afferma che il risultato ottenuto da tale analisi è profondo ma non esteso.
La ricerca esplorativa è usata sovente dalle imprese che si accingono ad esportare i loro prodotti su nuovi mercati. Il rapporto prodotto-paese è uno degli indici primari di orientamento che permette di identificare il target paese come prima discriminante seguita dalla caratterizzazione delle attività di mix-marketing.
I metodi più utilizzati sono:
- i gruppi di discussione;
- le interviste in profondità;
- i metodi proiettivi;
- i metodi codificati da Gerald Zaltman;
- l'osservazione partecipata.

#### Descrittiva
La ricerca descrittiva ha come scopo la definizione della struttura competitiva di un mercato / segmento, oppure la descrizione del comportamento di organizzazioni o gruppi di consumatori.
L'informazione è trattata in modo quantitativo, basando il disegno di ricerca su un campione che dia risposte generalizzabili ad una popolazione di riferimento (mercato o segmento). Oggetto d'indagine sono perciò i comportamenti espressi, non le motivazioni profonde che sussistono a tali comportamenti, per indagare le quali è più utile un'indagine esplorativa.
I metodi più utilizzati sono:
- l'intervista con questionario;
- l'osservazione.

#### Causale
La ricerca causale ha lo scopo di definire connessioni causa-effetto tra più variabili, la loro natura e caratteristiche come la direzione e l'intensità.
Anche qui, l'informazione è trattata in modo quantitativo, ricercando le variabili causali che spiegano il comportamento di altre variabili.
I disegni di ricerca classici per la ricerca causale sono:
- l'esperimento.

### Categorizzazione sulla base dell'obiettivo

#### Stima delle potenzialità di un prodotto/servizio
Nel mercato dei beni e dei servizi, in particolare - ma non esclusivamente - tra i beni di largo consumo, si può indagare in termini preliminari le potenzialità di successo di un prodotto / servizio. Analisi di natura qualitativa ('ricerche esplorative') sono in genere preliminari e volte a determinare possibili punti di forza e di debolezza di un prodotto o di un insieme di prodotti (esistenti, varianti di prodotti esistenti o prodotti in via di sviluppo). Succedono solitamente a queste, e basate sui risultati dell'esplorazione, altre analisi quantitative ('ricerche descrittive').
Le tecniche utilizzate sono:
- Concept Product Test
- Area Test
- Simulated Test of Market
- Analisi delle Serie Storiche

#### Stima della soddisfazione del cliente
Un tema di grande interesse d'indagine per le aziende è il livello di soddisfazione espresso dai propri intermediari o clienti.
Le indagini descrittive sono generalmente svolte mediante questionario (scritto o telefonico) da distribuire a tutti o a parte dei propri clienti o intermediari (vedi soddisfazione del cliente).
Mano a mano che si raccolgono maggiori informazioni riguardanti l'atteggiamento del cliente verso la marca, al processo d'acquisto e alla soddisfazione dopo la prova del prodotto / servizio, si forma un complesso di informazioni di base per la gestione delle relazioni con i clienti (Customer Relationship Management (CRM)). L'indagine che, invece, include anche gli atteggiamenti degli intermediari, va a indagare l'intera catena di creazione del valore: essa è quindi importante per la gestione della catena di distribuzione  (Supply Chain Management (SCM)).

#### Definizione del prezzo
L'analisi del prezzo riguarda principalmente - nell'ambito della ricerca di marketing - il processo cognitivo che attribuisce valore al prodotto o servizio offerto. In particolare, tale valore può essere espresso in termini assoluti (valutando, ad esempio, se un prezzo è percepito come caro o economico) o in termini relativi (più o meno caro dei concorrenti). In particolare, molto sviluppata è la ricerca sulle reazioni del comportamento d'acquisto di fronte a modifiche di prezzo, nota come price sensitivity. Anche in questo campo, esistono tecniche di natura qualitativa e quantitativa. Le ricerche di natura qualitativa sono volte ad identificare quelle componenti / attributi che danno valore al prodotto / servizio. Le tecniche usate sono:
- tecniche che fanno riferimento alle teorie della catena dei mezzi-fini.

Le ricerche di natura quantitativa sono indirizzate principalmente alla definizione dell'importanza dei vari attributi nella composizione del valore percepito o, molto più spesso, alla stima dell'elasticità della domanda al variare del prezzo. Le tecniche usate sono:
- le Analisi congiunte;
- il disegno sperimentale, talvolta in ambiente controllato, talvolta invece su apposita area test.

#### Segmentazione della domanda
Aspetto chiave di decisione strategica di marketing è la scelta di quale cliente si vuole servire. Per molte categorie di prodotto, soprattutto nei beni di largo consumo, risulta chiara l'esigenza di indirizzare specificamente la propria offerta ai clienti che si desidera servire.
Fondamento teorico di tale pratica è la teoria della discriminante del prezzo; tale principio (che data degli anni Trenta) è poi estendibile alle altre leve del marketing mix, fino a identificare un ipotetico piano di marketing differenziato per ogni segmento del mercato come condizione per la massimizzazione del profitto.
Data la limitatezza delle risorse disponibili, ed anche alla potenziale incompatibilità di posizionamenti distinti, l'azienda non può servire tutti i segmenti: dovrà perciò operare una scelta dei segmenti da servire.
La scelta del target da servire è quindi successiva allo studio di segmentazione, attraverso il quale si scompone la domanda primaria in segmenti che abbiano atteggiamenti rispetto al prodotto / servizio di questo tipo:
- omogenei all'interno dei segmenti, quindi gli appartenenti allo stesso segmento hanno comportamenti rispetto al prodotto / servizio piuttosto simili
- disomogenei tra i vari segmenti, vale a dire che appartenenti a segmenti diversi adottano atteggiamenti distinti.

La segmentazione, a differenza dell'approccio di marketing indifferenziato, consente di conoscere in profondità il cliente che si sta servendo e di servirlo in modo ottimale. Il marketing indifferenziato è efficiente, secondo la letteratura di marketing, solo allorquando i potenziali clienti reagiscono grossomodo allo stesso modo agli stimoli di marketing.
In seguito al frazionamento della domanda primaria in segmenti, si è in grado di scegliere quello (o quelli) da servire (targeting). Ancora successiva a questa è la scelta di come servirlo in modo alternativo alla concorrenza (il posizionamento).
I piani di marketing strategico basati su processi di tale tipo hanno come obiettivo essere importanti per i propri clienti (relevance) e diversi da quelli concorrenti (differentiation). L'essere rilevanti per i propri clienti si basa sulla corretta scelta del segmento; l'essere percepiti come diversi si basa su un corretto posizionamento sul target
Cardine dello studio di segmentazione è il criterio scelto per segmentare. I primi criteri a svilupparsi a partire dalle prime teorie della discriminante di prezzo degli anni Trenta, sono state:
- La segmentazione demografica: attraverso questo criterio, si effettua una suddivisione della domanda segmenti distinti per età, sesso, numero di membri della famiglia, eccetera. L'output tipico è l'identificazione di segmenti quali, ad esempio, "uomini fra i 25 ed i 35 anni", "madri di bambini dai 4 ai 10 anni", eccetera.
- La segmentazione geografica: in base a questo approccio, la domanda primaria è suddivisa secondo aree (nazioni, regioni, province, comuni, quartieri, ...) o dimensione del centro abitato (piccoli centri, medi, ...) o densità del centro, eccetera.

Il forte limite di tali sistemi (demografici o geografici) è che raramente, nel comparto dei beni di largo consumo, vi è una elevata omogeneità interna di tali segmenti. Inoltre questi sistemi, anche qualora riescano a spiegare correttamente i comportamenti, spesso non aiutano a comprenderne le motivazioni dei comportamenti - quindi a comprenderne veramente la natura-
Datano invece dagli anni Settanta nuovi metodi che intendevano indagare il perché di determinati comportamenti verso i prodotti servizi, oltre al chi operava tali comportamenti. Nascono quindi approcci di segmentazione generalmente riconducibili ad uno dei seguenti:
- La segmentazione comportamentale: basata sulle teorie della metà pesante, con tale criterio si individua, come variabile rilevante per discriminare i clienti, la frequenza, l'intensità, la fedeltà o altre variabili simili, per la definizione dei segmenti di domanda.
- La segmentazione psicografica: tale approccio invece indaga lo stile di vita dei clienti potenziali, cercando di legare i comportamenti espressi nei confronti di un prodotto o servizio con le attività svolte, gli interessi e le opinioni. Queste dimensioni, a loro volta, discendono dall'insieme di valori che sottendono lo stile di vita del cliente potenziale.
- La benefit segmentation: a differenza degli altri criteri, con tale segmentazione si intende raggruppare gli individui secondo le motivazioni che li spingono a comprare un determinato prodotto / servizio rispetto ad un sostitutivo o concorrente. Alla base di tale approccio giace l'assunto che probabilmente i clienti desiderino diversi vantaggi, potenzialmente offerti dal prodotto, in intensità diversa.
- La segmentazione competitiva: tale segmentazione rappresenta un metodo abbastanza diverso dai precedenti. Qui si identifica direttamente un target, inteso come i consumatori di una marca concorrente (in genere, il leader).

Le tecniche più usate sono:
- per omogeneità;
  - tecniche che si basano su combinazioni di analisi fattoriale (di cui l'analisi delle componenti principali è sicuramente la più utilizzata);
  - la cluster analysis;
  - le Analisi congiunte.
- per obiettivi;
  - l'analisi discriminante lineare;
  - la regressione logistica;
  - le reti neurali;
  - le tecniche automatiche di analisi di interazioni (ad es. Chaid, Cart).

#### Controllo del Posizionamento
Il controllo della ricaduta della marca rispetto al settore nel suo insieme (posizionamento);

#### Verifica dell'effetto della Pubblicità
Verifica dell'effetto (anche qualitativo) della pubblicità nell'orientare le scelte del consumatore.

#### Studio della struttura del mercato e della evoluzione della domanda
Lo studio della struttura del mercato e della evoluzione della domanda si rendono necessari soprattutto per individuare tutti quei fattori significativi che possono influenzare in maniera determinante il comportamento dei consumatori. È importante per il management essere costantemente informato sulle tendenze evolutive del comportamento dei consumatori. L'alta direzione deve avere sempre accese le antenne sul mercato, capaci di captare i segnali deboli, così da poter anticipare decisioni atte a fronteggiare l'introduzione sul mercato di nuovi prodotti/servizi concorrenti.
È quindi necessaria una raccolta organica di dati che si esplica nell'esigenza di analizzare il flusso naturale di informazioni che arriva dall'esterno agli organi direzionali, e di integrarlo con dei dati e delle notizie che interessano il campo di attività dell'azienda stessa.
Esistono due tipi di indagine:
- quelle interne costituite dagli studi di carattere statistico-economico condotti all'interno dell'azienda, utilizzando input originati dall'attività amministrativa, tali da consentire particolari elaborazioni ed analisi:
  - l'analisi delle serie storiche;
  - la rotazione delle scorte;
  - la gestione della clientela.
- Quelle esterne, condotte sul pubblico che riguardano lo studio dei fenomeni e dei caratteri prima evidenziati. Si possono dividere in due tipi:
  - basate su dati primari (svolte da organi periferici, come la forza vendita, o Ricerche di Marketing e ricerche di mercato) costituite dalla raccolta, la registrazione e la valutazione sistematica di dati specifici relativi al trasferimento e alla vendita di beni/servizi.
  - basate su dati secondari (enti pubblici, istituzioni) costituite dalla raccolta ed elaborazione di dati già predisposti da enti ed istituzioni pubbliche o private.

Va rilevato che, pur essendo distinguibili le indagini interne da quelle esterne, per l'oggetto delle singole ricerche e per le modalità della loro realizzazione, esse non possono disgiungersi l'una dall'altra, ai fini valutativi e di orientamento cui mira la "ricerca di mercato", come può già evincersi dalla originaria pubblicistica per la generalità delle ricerche e, nello specifico dell'attività bancaria, da uno scritto di Giancarlo Pallavicini.

## Tecniche di ricerca

### Product Test
Diffusi sono i Product Test, vale a dire valutazioni dell'apprezzamento di un prodotto, espresso in termini quantitativi da un campione rappresentativo di potenziali consumatori (o, meno sovente, di un campione rappresentativo di un universo più allargato, come il totale paese). Nel product test il prodotto è effettivamente presente e talvolta è possibile effettuare una prova.

### Concept Test
A differenza del product test, in cui il prodotto è effettivamente presente, nel concept test il prodotto ancora non esiste, o non è fruibile: è perciò mostrato il concetto di prodotto, presentato in genere in forma grafica con breve descrizione, su un formato a tabella che prende il nome di board.

### Area Test
Sempre con l'obiettivo di stimare il potenziale di mercato, il prodotto o servizio può essere lanciato unicamente in una parte del mercato, con l'obiettivo di estrapolarne poi i risultati sull'intero mercato (in termini di vendite, stagionalità, effetto sui concorrenti e sugli altri propri prodotti in portafoglio, eccetera). La parte di mercato interessata al test, che assume quindi la funzione, in senso molto lato, di campione, può essere geografica (una sola regione, una sola provincia, talvolta un solo paesino) o commerciale (una sola insegna commerciale) e prende il nome di area test.

### Test di simulazione di mercato
Direttamente volti ad un'analisi quantitativa delle potenzialità di mercato di un nuovo prodotto (o variante di prodotto esistente) sono i Simulated Test of Market o Simulated Market Test (STM o SMT), test di simulazione di mercato. In questa famiglia (di analisi descrittive) si identificano indagini quantitative che, sulla base di un concept - product test o di una simulazione in ambiente controllato, stimano le potenzialità di un prodotto o servizio sul mercato. Spesso, le variabili utilizzate come input, per stimare il potenziale di mercato di un prodotto o servizio non è semplicemente il prodotto o il servizio in sé, ma l'intero piano marketing.
L'analisi mediante STM è nata per ridurre i rischi, i costi ed i difetti del metodo delle aree test, cercando di mantenere però risultati apprezzabili. Presso talune aziende, le ricerche mediante STM precedono il lancio in area test; presso altre, invece, lo sostituiscono interamente.

### Analisi delle Serie Storiche
Sempre per valutare le potenzialità di mercato di un prodotto o servizio, vi sono metodi di ricerca che si basano sull'analisi delle serie storiche dei dati di vendita di altri prodotti (o dello stesso prodotto in altri mercati geografici). Tale metodo di ricerca è particolarmente adatto a tipologie particolari di prodotti e servizi, ma non mancano aziende di prodotti di largo consumo che adottano un approccio strutturato di analisi della domanda basato sull'analisi delle serie storiche.

### Esperimento
Durante l'esperimento, e a differenza dell'osservazione, il ricercatore è in grado di controllare diverse variabili coinvolte. In altri termini, il ricercatore opera su variabili di tipo predeterminato e non su variabili di tipo stocastico. La situazione in cui il ricercatore sia effettivamente in grado di tenere sotto controllo tutte le variabili in gioco è piuttosto rara nel marketing. Per questa ragione l'uso dell'esperimento in senso stretto è molto limitato. Si dà talvolta, erroneamente, il nome di esperimento ad indagini di tipo descrittivo come la simulazione di comportamento del consumatore di fronte ad una proposta d'acquisto effettuata in laboratorio, dove solo alcune variabili sono effettivamente sotto il controllo del ricercatore.

### Analisi congiunta
L'analisi congiunta, in inglese conjoint analysis, è una tecnica statistica multivariata che ha origine dalla psicologia matematica. Viene utilizzata nelle discipline conosciute come scienze sociali e nelle scienze applicate tra cui il marketing, il product management, e la ricerca operativa.

### Focus Group
Un focus group (o gruppo di discussione) è una tecnica qualitativa utilizzata nelle ricerche delle scienze umane e sociali, in cui un gruppo di persone è invitato a parlare, discutere e confrontarsi riguardo all'atteggiamento personale nei confronti di un tema, di un prodotto, di un progetto, di un concetto, di una pubblicità, di un'idea o di un personaggio.

### Intervista con questionario
Da integrare o sostituire con link esterno

### Intervista in profondità
L'intervista in profondità (in inglese In Depth Interview, abbreviato in IDI) è una tecnica di ricerca qualitativa utilizzata nelle ricerche delle scienze umane e sociali, che prevede un'approfondità intervista individuale, condotta da un intervistatore, che ha lo scopo di cogliere i motivi delle azioni o le interpretazioni della realtà dell'intervistato.

### Osservazione
Da integrare o sostituire con link esterno

### Osservazione partecipante
L'osservazione partecipante è una tecnica di ricerca etnografica incentrata sulla prolungata permanenza e partecipazione alle attività del gruppo sociale studiato da parte del ricercatore.

## Metodi che fanno riferimento alle teorie del mezzo-fine

### Metodi Proiettivi
Da integrare o sostituire con link esterno

### Metodi codificati da Jerry Zaltman
Per il metodo ZMET e i suoi obiettivi
Sito della Olson Zaltman Associates